# Јоанис Вретос
Јоанис Вретис (грч. Ιωάννης Βρεττός ) је био грчки атлетичар који је учествовао на Олимпијским играма 1896.
Вретис је био један од 17 атлетичара који су 10. априла 1896. стартовали на маратонској трци. Завршио је као четврти од 9 такмичара који су завршили трку. Његово време је непознато.